# San Gabriel (La Union)
San Gabriel è una municipalità di quarta classe delle Filippine, situata nella Provincia di La Union, nella Regione di Ilocos.
San Gabriel è formata da 15 baranggay:
- Amontoc
- Apayao
- Balbalayang
- Bayabas
- Bucao
- Bumbuneg
- Daking
- Lacong
- Lipay Este
- Lipay Norte
- Lipay Proper
- Lipay Sur
- Lon-oy
- Poblacion
- Polipol